# Хоншу
Хоншу (на японски: 本州, по английската система на Хепбърн Honshū) е най-големият остров на Япония с площ 227 970 km² (60% от територията на страната) и население през 2017 г. 104 млн. души. Хоншу е 7-ият остров по големина и 2-рият по население (след Ява) в света. Простира се от североизток на югозапад на протежение над 1300 km и ширина от 50 до 230 km.

## Географска характеристика

### Географско положение, граници, брегове
На изток и юг бреговете на Хоншу се мият от водите на Тихия океан, на север и северозапад – от водите на Японско море, а на югозапад – от водите на Вътрешно Японско море. На североизток протока Цугару (Сангарски) го отделя от остров Хокайдо, на запад протока Шимоносеки (Камон) – от остров Кюшу, а на югозапад протока Кии и източната част на Вътрешно Японско море – от остров Шикоку. Дължината на бреговата линия на Хоншу е 5450 km. Тихоокеанското крайбрежие е силно разчленено от многочислени заливи (Ишиномаки, Токийски, Сагами, Суруга, Исе и др.) и полуострови (Симокита, Осика, Босо, Миура, Идзу, Ацуми, Шима, Кии и др.). Крайбрежието на Вътрешно Японско море е изпъстрено с още повече малки заливи (Осака и др.), полуострови между тях и острови (Авадзи, Сьодо, Иношимо, Нисиноми, Ясиро и др.). Бреговете на Японско море са сравнително слабо разчленени, като се открояват 4 големи залива (Муцу, Тояма, Вакаса и Михо) и няколко полуострова (Цугару, Ога, Ното, Йоса и Шимане).

### Релеф, полезни изкопаеми
Релефът на Хоншу е предимно ниско- и средно планински. На североизток се простират три надлъжни и успоредни планински вериги: планината Дева (2230 m) на запад, хребета Оу (2041 m) в средата и планината Китаками (1914 m) на изток. В централната част на острова, където тектонският разлом Фоса Магна пресича Хоншу са разположени хребетите Рьохаку (2702 m), Хида (3190 m), Кисо (2956 m), Акаиси (3192 m), Етиго (2176 m), Асио (2578 m), средната височина на които е 2500 – 3000 m и нагоре и имат алпийски форми на релафа. В южната част на Хоншу, на около 100 km западно от Токио се извисява символът на Япония – вулкана Фуджи (3776 m). На югозапад се простират две успоредни планински вериги (максимална височина 1831 m), разделени от надлъжно понижение, в което лежат езерото Бива (най-голямото в Япония) и залива Осака. равнините на острова са малки, и разположени предимно по крайбрежието. Основните са: Канто, Ноби, Кинки, Етиго. В много райони (предимно във вътрешността на Хоншу) има вулкани (19 действащи и множество угаснали). Цялата територия на острова е силно сеизмична.
С усилената вулканична дейност са свързани множеството находища на сяра (Мацуо и др.). Има находища на железни (Кадома и др.) и оловно-цинкови (Камиока) руди, нефт и природен газ (по крайбрежието на Японско море, в района на Ниигата и в равнината Канто).

### Климат, води, растителност
Климатът е океански, мусонен, на север – умерен, на юг – субтропичен. Средната януарска температура е от -2°С на север до 5°С на юг, а средната юлска съответно от 20°С до 25°С. Годишната сума на валежите варира от 1000 до 3000 mm, а по наветрените склонове на места над 4000 mm. Максимумът им е през лятото, а на северозапад има вторичен максимум, обусловен от зимния мусон и често валежите са във вид на сняг.
Реките на острова са предимно планински, къси и с много бързеи и прагове. Най-големите са: Синано, Тоне, Кисо, Китаками и др. Всички те са ясно изразено лятно пълноводие, притежават значителни хидроенергийни ресурси, а голяма част от водите им се използват за напояване на обширните оризови полета.
Склоновете на планините на север са покрити с широколистни, на места и иглолистни гори, а на юг – субтропични вечнозелени и широколистни и иглолистни гори. Равнините са почти на 100% са земеделски усвоени и гъсто населени. Интензивното стопанско усвояване на Хоншу е нанесло значителни щети на неговата природа.
На острова са разположени 34 от 47-те префектури на Япония.